# Santa Fé de Minas
Santa Fé de Minas is een gemeente in de Braziliaanse deelstaat Minas Gerais. De gemeente telt 4.129 inwoners (schatting 2009).

## Aangrenzende gemeenten
De gemeente grenst aan Bonfinópolis de Minas, Brasilândia de Minas, Buritizeiro en São Romão.